# 腹ペコのマリー
『腹ペコのマリー』（はらぺこのマリー）は、田村隆平による日本の漫画作品。『週刊少年ジャンプ』（集英社）にて、2017年13号から同年46号まで連載された。

## 登場人物
マリー・テレーズ・シャルロット
フランス革命処刑されたマリー・アントワネットの娘。黒魔術で現世によみがえった。
美女木 タイガ（びじょき タイガ）
家業が道教のお寺の男子高校生。カンフーの達人。
鷺宮 アンナ（さぎみや アンナ）
美女木家の隣の教会に住んでいる女子高校生。名門・聖アントワーヌ学校に通っている。
空木 マモル（うつき マモル）
ある日突然、チャラ男デビューしたタイガの幼馴染み。合コンが大好き。
タイガの祖母
道教の道士。アンナの父親とは犬猿の仲。マリー復活を快く思っていない。
アンナの父
教会の神父。先祖がアントワネットにつかえていた。マリー復活の協力者。

## 反響
『週刊少年ジャンプ』2017年9号で「新連載6連弾」の1作として本作の連載が開始されることが発表されると、田村のバトルシーンを期待する声が寄せられた。第1話の前半のラブコメから終盤の展開に、読者は衝撃を受けたという。
2話以降もラブコメ、バトル、ギャグと話ごとに路線が定まらず、迷走を続け読者アンケートも芳しくなかった。18話のあるシーンでは主人公のタイガに「読者置いてけぼりじゃねーか!!!」「これはオレの恋の物語なんだよ!!」とメタな台詞を言わせている。
最終回が掲載された際には、早い期間での連載終了に悲しみの声が上がった。最終回の掲載号の発売日の10月16日は、「1793年にマリー・アントワネットの死刑が執行された日付」であり、ファンの間で話題となった。

## 書誌情報
- 田村隆平『腹ペコのマリー』集英社〈ジャンプ・コミックス〉、全4巻
  1. 2017年7月4日発売[6][7]、ISBN 978-4-08-881179-6
  2. 2017年10月4日発売[8]、ISBN 978-4-08-881208-3
  3. 2017年12月4日発売[9]、ISBN 978-4-08-881284-7
  4. 2017年12月4日発売[10]、ISBN 978-4-08-881285-4